# Charlie Allinson
Charles „Charlie“ Allinson (* 24. November 1901 in Accrington; † 4. Quartal 1975 in Cuckfield, Sussex) war ein englischer Fußballspieler.

## Karriere
Allinson kam 1922 von einem Kirchen-Klub aus Oswaldtwistle als Amateur zu Accrington Stanley. Dort spielte er überwiegend für das Reserveteam in der Lancashire Combination, im November 1922 erzielte er bei einem Heimspiel gegen Chorley Motors fünf Treffer bei einem 10:0-Sieg, im Januar 1924 ersetzte er während eines Spiels seinen verletzten Torhüter. Am letzten der Spieltag der Saison 1922/23 kam Allinson in der ersten Mannschaft anstelle von Tom Smelt auf der Mittelstürmerposition beim 1:0-Heimerfolg gegen Lincoln City zu seinem einzigen Einsatz in der Third Division North.
Zur Saison 1924/25 schloss sich Allinson dem ebenfalls in der Lancashire Combination spielenden FC Darwen an, in der Spielzeit 1928/29 war er einer der Neuzugänge des Mental Hospital Clubs, Haywards Heath in der Mid-Sussex League.